# 玄沙師備
玄沙師備禪師（835年—908年），俗姓謝，名師備，號宗一大師，福州閩縣人，五代十國時期閩國著名禪師，為石頭宗門下，雪峰義存法嗣。他的門下，後來形成了法眼宗。

## 生平
師備禪師在芙蓉山芙蓉靈訓禪師門下出家，於鐘陵開元寺道玄律師處受具足戒，後至雪峰義存門下，人稱備頭陀。曾居普應寺，後住持玄沙院，因而稱為玄沙師備。經閩王邀請，住持安國寺。

### 法嗣
雪峰義存

## 師承
- 雪峰義存

## 弟子
- 罗汉桂琛